# Полет 6136 на „Чайна Нортърн Еърлайнс“
Полет 6136 на „Чайна Нортърн Еърлайнс“ e вътрешен пътнически полет от международното летище „Пекин Кепитал“, Пекин, до международното летище „Далиан Джоушуйдзъ“, Далян, Ляонин, Китай, управляван от „Чайна Нортърн Еърлайнс“. На 7 май 2002 г. капитанът на самолета „Макдонъл Дъглас MD-80“, който изпълнява полета, съобщава на летището в Далян за „пожар в кабината“ и че „опашката гори“ и поисква аварийно кацане. Малко след това машината се разбива в Бохайския залив, близо до летището в Далян, като преди това прави няколко кръга, след което внезапно пада във водата. В инцидента загиват всички на борда на машината.
Констатациите от разследването на произшествието са публикувани от новинарска агенция „Синхуа“ на 8 декември 2002 г. Пътник на име Джан Пилин подпалва пътническата кабина с бензин, което причинява загуба на контрол и самата катастрофа. Той закупува седем полици за въздушна застраховка на обща стойност 170 000 щ. д. преди да се качи на полета. Разследването също така показва, че Джан Пилин е женен, има син, ръководи собствена компания и има големи дългове.